# Anything Worth Doing Is Worth Overdoing
Anything Worth Doing Is Worth Overdoing är ett musikalbum från 1999 av det danska heavy metal-bandet Pretty Maids.

## Låtlista
Samtliga låtar skrinva av Ronnie Atkins och Ken Hammer.
1. "Snakes in Eden" - 5:15
2. "Destination Paradise" - 3:32
3. "Hell on High Heels" - 4:07
4. "When the Angels Cry" - 5:53
5. "Back Off" - 3:49
6. "Only in America" - 4:01
7. "With These Eyes" - 5:16
8. "Anything Worth Doing Is Worth Overdoing" - 4:11
9. "Scent of My Prey" - 4:11
10. "Face Me" - 4:25
11. "Loveshine" - 4:47